# Konstrakta
Ana Đurić (Belgrado, 12 oktober 1978), geboren als Ana Ignjatović en als artiest beter bekend als Konstrakta, is een Servisch singer-songwriter. Voordat ze aan haar solocarrière begon, heeft ze als leadzangeres gezongen in de indie-popband Zemlja Gruva! die in 2007 werd opgericht. Konstrakta vergaarde internationale bekendheid met haar deelname aan het Eurovisiesongfestival van 2022.

## Carrière

### Zemlja Gruva!
Konstrakta begon haar carrière bij de electrogroep Mistakemistake. Ze brak door als zangeres bij de reggaeband Zemlja Gruva! waarmee ze drie studioalbums heeft opgenomen; WTF is Gruveland? (2010), Dino u Zemlji Gruva (2010) en What Do You Really Want? (2016).

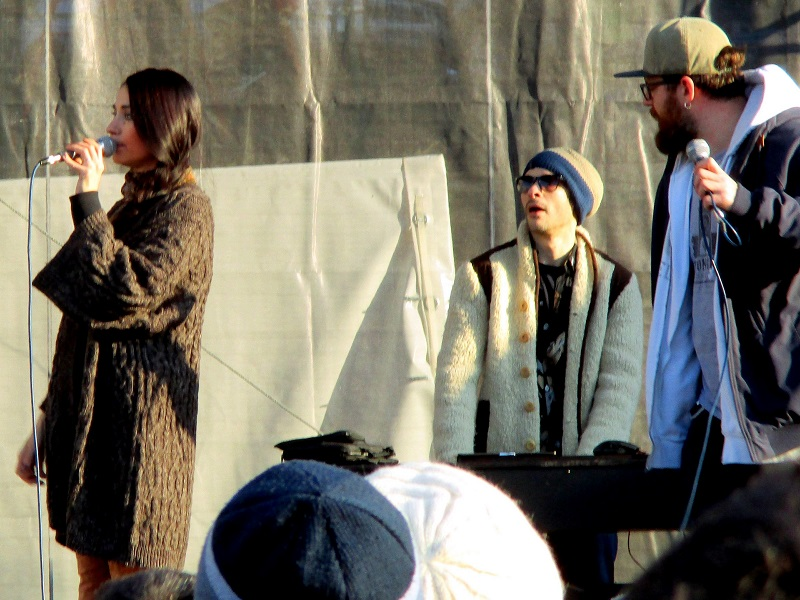
Zemlja Gruva! met Konstrakta aan het zingen op het Nieuwjaarsconcert te Banovo Brdo stadsdeel van Belgrado, 1 januari 2017

### Eurovisiesongfestival

#### 2022
Op 28 februari 2022 bracht Konstrakta haar muziekproject Tripith uit met drie muziekvideo's van drie verschillende songs, waaronder haar lied In Corpore Sano (Nederlands: "In een gezond lichaam").  Met dit nummer nam ze deel aan de Servische voorselectie van het Eurovisiesongfestival 2022. Daarbij eindigde ze zowel bij de jury als bij de televoting op de eerste plaats, waardoor ze Servië mocht vertegenwoordigen op het festival in Turijn. Konstrakta trad als derde aan in de tweede halve finale van het Eurovisie Songfestival 2022 op 12 mei 2022. Ze werd in de halve finale derde met 238 punten, waarmee ze zich ruimschoots voor de finale kwalificeerde. In de finale trad ze als 24ste op. Ze behaalde in de finale de vijfde plaats met 312 punten. Daarvan waren slechts 87 punten afkomstig van de jury; de overige 225 punten werden gegeven door de televoting. Haar nummer In corpore sano was de eerste Servische inzending in tien jaar die de top 5 behaalde op het songfestival.

### 2024
In 2024 deed Konstrakta een nieuwe worp naar songfestivaldeelname van dat jaar door deel te nemen aan Pesma za Evroviziju 24, de Servische voorselectie. In de halve finale werd ze tweede, waarna ze in de finale op de vierde plaats eindigde met haar nummer "Novo, Bolje" (Nederlands: "Nieuw, Beter"). Ze mocht Servië dus niet vertegenwoordigen op het songfestival. 

## Discografie

### Singles
- 'Žvake', 2019
- 'Neam šamana', 2020
- 'In Corpore Sano', 2022
- 'Mekano', 2022
- 'Nobl', 2022
- 'Evo, obecavam!', 2023
- 'Plodni dani', 2023
- 'Django', 2023
- 'Mama', 2023
- 'Nisam znala da sam ovo htela', 2023
- 'Put', 2023, met Magnifico
- 'O, klasje moje', 2023
- 'Novo, Bolje', 2024
- 'Zabava', 2024
- 'S Tabo Ali Brez', 2025, met Maša Slapar
- 'Lorem Ipsum', 2025
- 'Muve', 2025
- 'Zauvek, sine', 2025
- 'Sta ce meni ko', 2025